# Лахта Холл
«Лахта Холл» — многофункциональный спортивно-развлекательный комплекс, расположенный в Приморском районе Санкт-Петербурга на побережье Невской губы, в непосредственной близости от Лахта Центра и станции метро «Беговая». Открытие состоялось 9 февраля 2018 года.
С 1 июня 2019 года до 2022 года по договору с «Тинькофф банком» первоначальное название «М-1 Арена» на три года изменялось на «Тинькофф Арена». С 2023 года по 1 июля 2024 года комплекс носил коммерческое название «МТС Лайв Холл».

## Общая характеристика
Арена является универсальным комплексом площадью 12 тысяч м², в котором проводятся массовые спортивные состязания, культурно-развлекательные и деловые мероприятия, концерты. Это основная площадка для проведения турниров по смешанным боевым искусствам в Санкт-Петербурге, место проведения турниров M-1 Challenge Международной компании М-1 Global.
Комплекс включает в себя чашу арены, фиксированные трибуны на 799 мест, телескопические трибуны с выдвижными креслами на 1 084 места, а также рестораны, фитнес-центр и офисные помещения. Телескопические трибуны позволяют менять размеры центральной площадки арены. Зрительный зал-трансформер рассчитан на 1000—3000 человек. Общая вместимость арены при полной заполняемости — до 5000 человек.

### Архитектура
Концепция и дизайн арены разработаны Викторией Петровной Финкельштейн. Архитектурной особенностью здания является деревянный купол, сделанный из цельного бруса. Разработка и расчеты купола арены были проведены Центральным научно-исследовательским институтом строительных конструкций имени В. А. Кучеренко. Купол изготовлен строительной компанией «Русь», проект разработан проектной организацией «Ярра Проект». Такая конструкция купола была выбрана для лучшей акустики зала — в её основу была положена идея Колизея с возможностью одинакового хорошо слышать живой звук без дополнительного подзвучивания в любой точке концертной чаши арены.
На третьем этаже арены по периметру расположены нанесенные вручную изображения древних воинов разных эпох и народов в доспехах, с щитами и мечами в полной военной форме. Прежде чем приступить к выполнению настенной росписи, была проделана подготовительная работа по поиску достоверных исторических фактов и материалов о воинах разных стран. Всего изображено 29 исторических монохромных фигур с цветными щитами. Настенная роспись выполнена группой художников-выпускников Института живописи, скульптуры и архитектуры имени И. Е. Репина, которые преподают на факультетах живописи и графики и являются членами Санкт-Петербургского Союза художников.
Стиль арены — хай-тек. Цвета, использованные в проекте: наружные цвета — металлический и оттенки серого; внутри — оттенки от бежевого до черно-коричневого и венге. Отделочные материалы — дерево, стекло, керамогранит. На арене имеются пассажирские и грузовые лифты, VIP-ложи с отдельным входом и ресторанным обслуживанием.

### Акустика
Овальный купол, сделанный из цельного деревянного бруса, диаметром более 70 метров, обеспечивает высокое качество акустического звучания, что позволяет исполнителям классической музыки играть без подзвучивания, а зрителям услышать натуральное звучание инструментов. По своим характеристикам он является одним из крупных купольных концертных площадок Европы. По звучанию такой звук сравним с единственным в мире сохранившимся памятником Всемирного наследия — Ареной-ди-Верона в Италии.

## История строительства
Постановление правительства Санкт-Петербурга о выделении земли под Академию боевых искусств появилось в 2012 году, разрешение на строительство выдали в середине января 2015 года. Здание академии, а вместе с ним и комплекс из пяти зданий апарт-отеля, принадлежащий структурам Евгения Пригожина, «съели» западную оконечность парка 300-летия Санкт-Петербурга, заложенного в 1995 году. Юридическое сокращение площади парка произошло ещё в 2009 году, когда градсовет одобрил концепцию обоих объектов, разработанную ООО «Союз 55» Александра Викторова. Выделение участка площадью 1,7 га увязывали с тем, что партнёром Вадима Финкельштейна по спортивной лиге «Микс-файт М-1» являлся Сергей Матвиенко, сын действующего на тот момент губернатора Валентины Матвиенко. Уменьшение площади парка и уничтожение изначальной задумки, когда зелёная зона должна была протянуться от Яхтенной улицы до Приморского шоссе, вызвали недовольство многих горожан и многолетние протесты районных активистов.
Первоначально договор застройщика со Смольным предполагал, что строительство завершится до конца 2015 года. В действительности строительство началось только в июле 2015 года, а под крышу подвели здание только к концу 2016 года. Закончить отделочный работы и открыть арену планировалось сперва осенью 2017 года, потом 8 декабря. Официальное открытие состоялось только 9 февраля 2018 года — боем в рамках международного турнира по смешанным единоборствам M-1 Challenge 87. Госархстройнадзор выдал акт о вводе объекта в эксплуатацию позднее, только 5 апреля.
Задержка строительства вызвала спор со Смольным. За период до конца 2015 года арендная плата должна была составить 45 миллионов рублей. Однако из-за кризисной ситуации застройщик попросил пролонгировать контракт до 2019 года и не применять штрафные санкции. Смольный продлил контракт, насчитал пени и штраф, которые застройщик выплачивать отказался. Арбитражный суд предписал взыскать с академии свыше 15 млн рублей долга и ещё около 3,4 млн пеней и штрафа.
Общую стоимость проекта Вадим Финкельштейн оценивал в 1 миллиард рублей и рассчитывал окупить вложения за 8-10 лет.

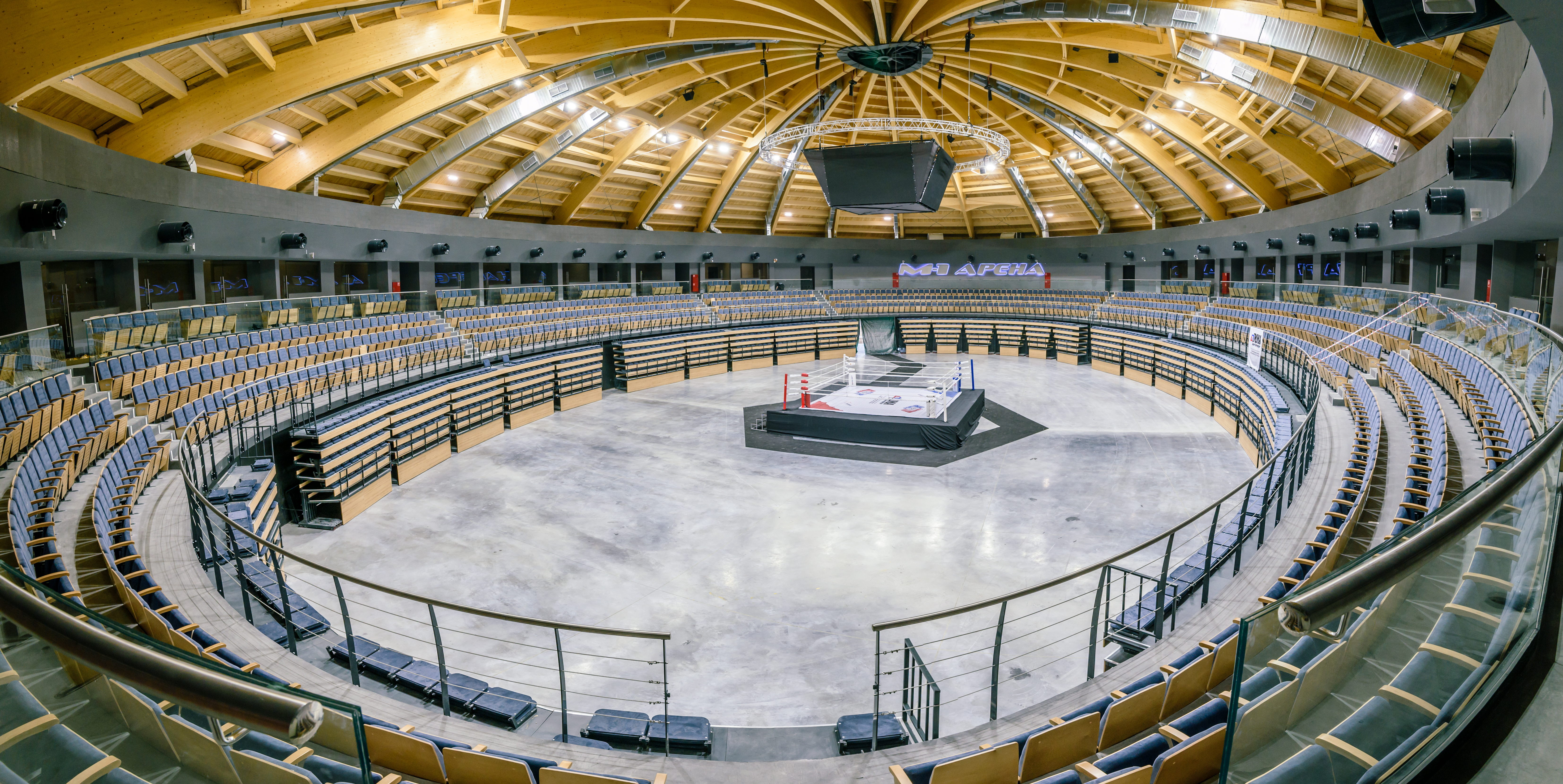
трибуны
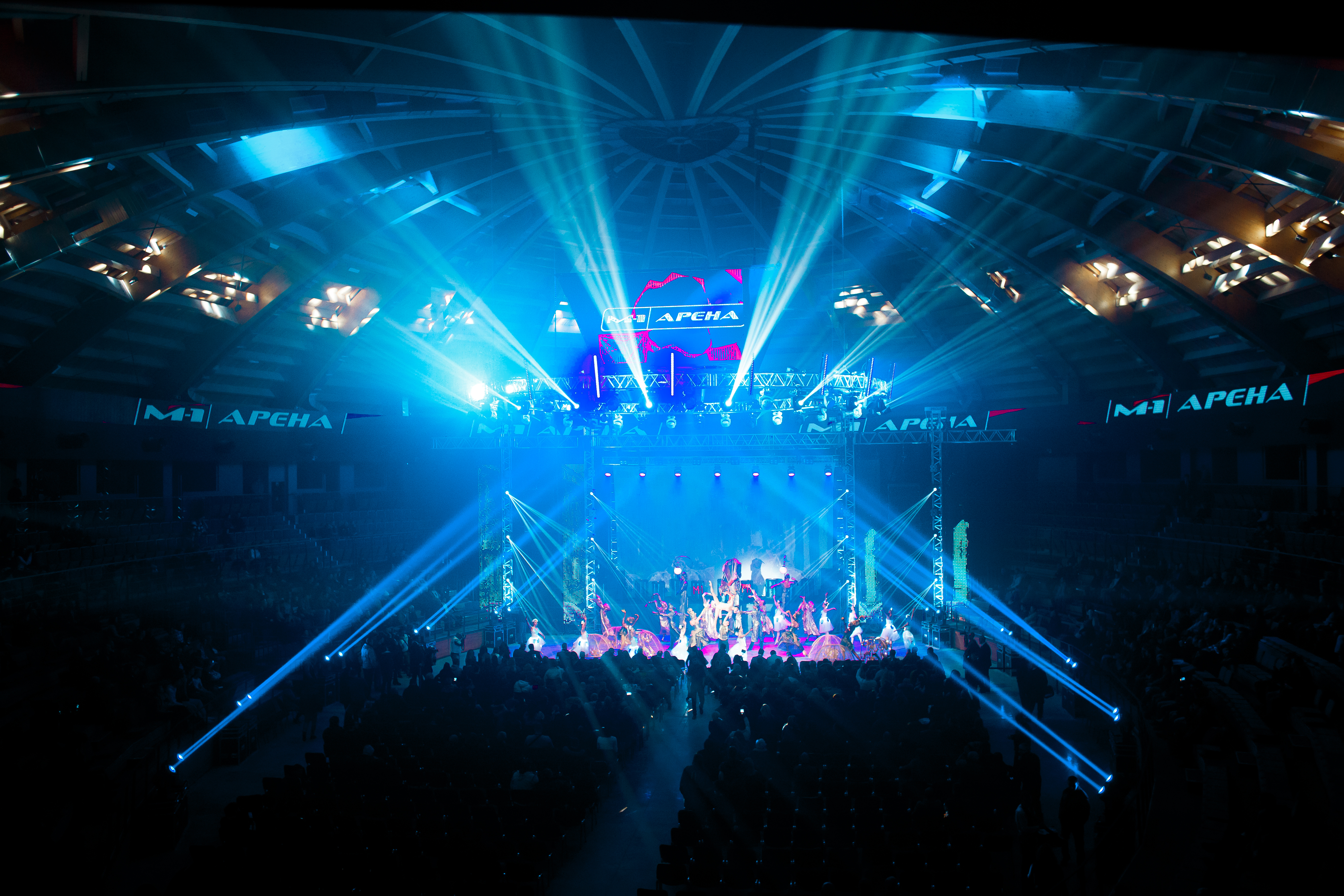
открытие
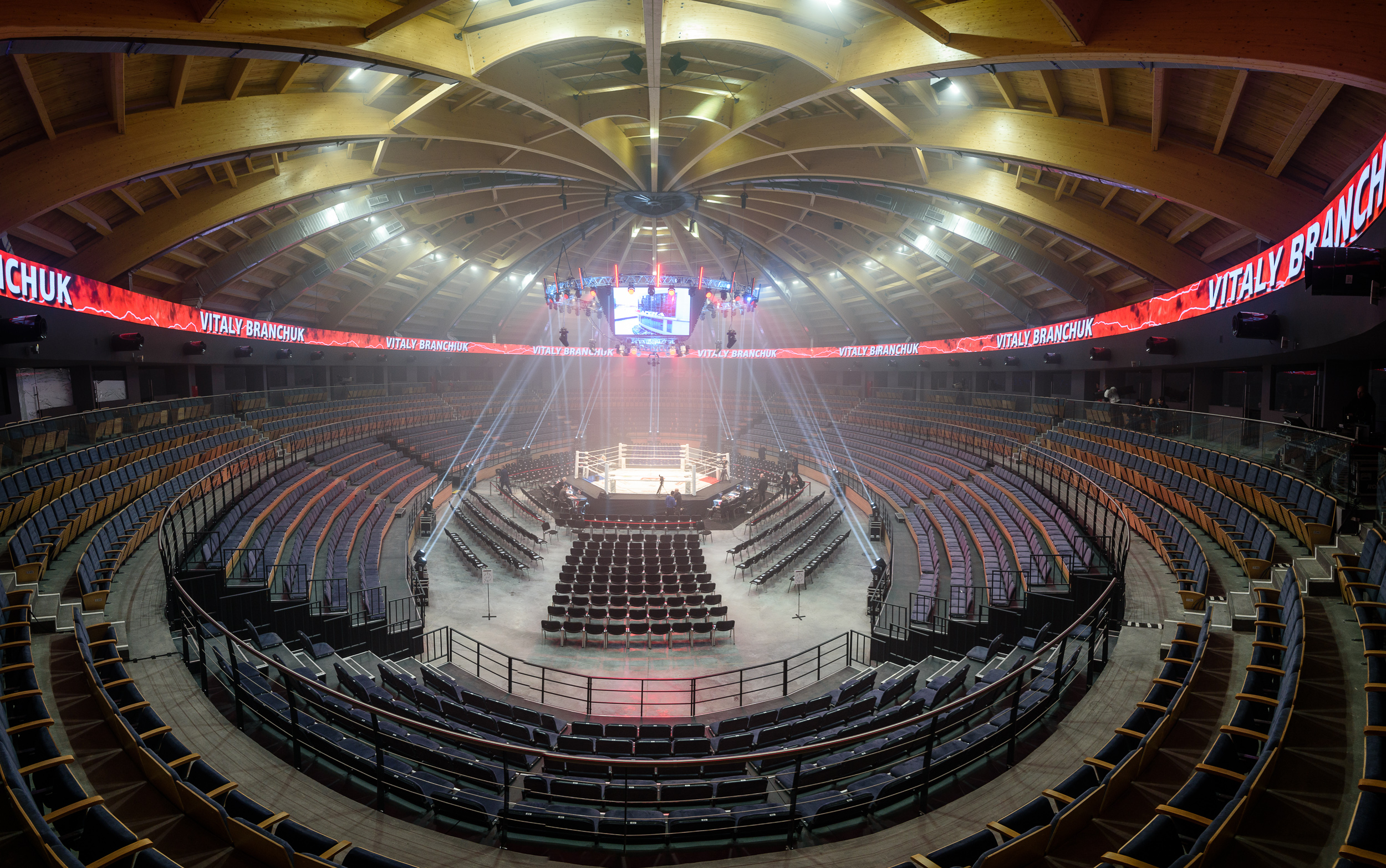
M-1 Challenge 89
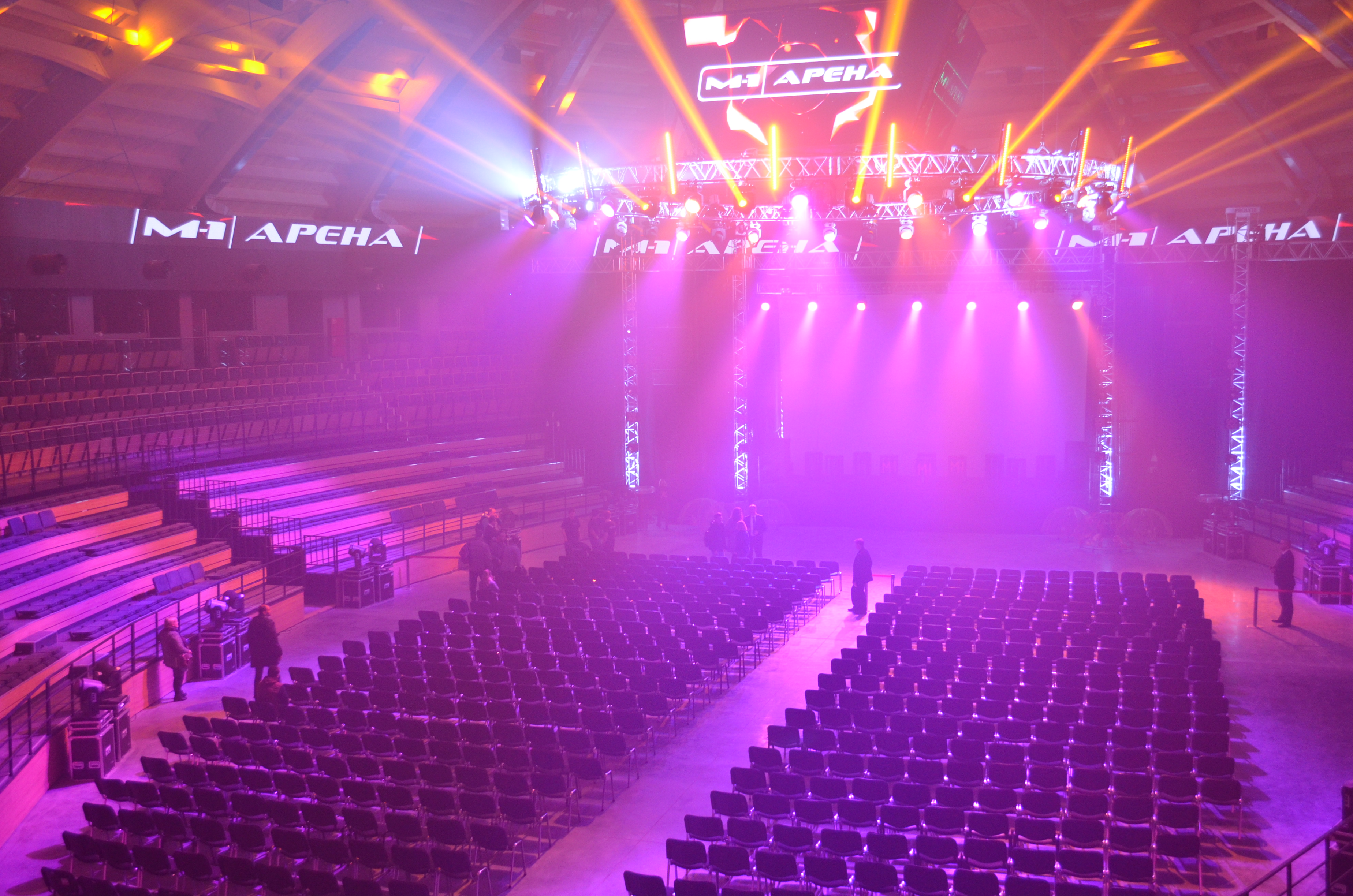
зрительный зал